# Prunay-Cassereau
Prunay-Cassereau is een gemeente in het Franse departement Loir-et-Cher (regio Centre-Val de Loire) en telt 607 inwoners (1999). De plaats maakt deel uit van het arrondissement Vendôme.

## Geografie
De oppervlakte van Prunay-Cassereau bedraagt 32,5 km², de bevolkingsdichtheid is 18,7 inwoners per km².
De onderstaande kaart toont de ligging van Prunay-Cassereau met de belangrijkste infrastructuur en aangrenzende gemeenten.

## Demografie
Onderstaande figuur toont het verloop van het inwonertal (bron: INSEE-tellingen).